# Zozova Balka
Zozova Balka (del ruso: Зозова Балка) es un jútor del raión de Briujovétskaya del krai de Krasnodar en el sur de Rusia. Está situado en la orilla derecha del río Beisug, frente a Anapski, 38 km al este de Briujovétskaya y 93 km al norte de Krasnodar, la capital del krai. Tenía 4 habitantes en 2010
Pertenece al municipio rural Batúrinskoye.